# Mezinárodní asociace dokumentaristů
Mezinárodní asociace dokumentaristů (anglicky: International Documentary Association, IDA) je americká nezisková organizace založená v roce 1982 věnující se výhradně dokumentárním filmům. Má sídlo v Los Angeles a celkem 2800 členů v 53 zemích světa, poskytujících fórum pro stoupence a dodavatele dokumentární tvorby. Každoročně udílí ceny Mezinárodní asociace dokumentaristů.